# 키릴로스 6세
키릴로스 6세(Ⲡⲁⲡⲁ Ⲁⲃⲃⲁ Ⲕⲩⲣⲓⲗⲗⲟⲥ ⲋ̅, 1902년 8월 2일 ~ 1971년 3월 9일)는 제116대 콥트 정교회의 교황이자 알렉산드리아 총대주교였다. 1959년 5월 10일에 재위를 시작하였고 1971년 3월 9일에 사망하였다.

## 생애
미나 신부는 1959년 5월 10일 콥트 정교회의 교황이 되었다. 콥트 교회 전통에 따라, 교황 키릴로스 6세는 서기 20세기 주교를 역임하지 않고 교황직에 발탁된 유일한 신부였다. 키릴로스 6세의 전임 주교인 교황 요한 10세(1928~1942)와 교황 마카리오 3세(1942~1944)와 교황 요셉 2세(1946~1956)는 주교를 역임하고 교황직에 착좌하였다. 그의 뒤를 이어 교황이 된 셰누다 3세는 교황이 되기 전에 주교를 역임했었다.
교황 키릴로스 6세는 에티오피아 테와히도 정교회의 대주교의 직위를 총대주교 카톨리코스(Pretarch-Catholicos)로 격상시켰다. 콥트 정교회 교황 요셉 2세가 최초의 에티오피아인 출신 대주교로 임명한 아부나 바실리오스는 에티오피아 테와히도 정교회의 초대 총대주교가 되었다. 교황 키릴로스 6세는 하일레 셀라시에 황제로부터 그랜드 코돈(Grand Cordon)을 수여받았다. 

## 같이 보기
- 콥트 정교회
- 셰누다 3세